# Tevere (Cara)
Tevere è un singolo della cantante italiana Cara, pubblicato il 13 novembre 2020 come quarto estratto dal suo primo EP 99.

## Video musicale
Il video, diretto da Simone Peluso, è stato reso disponibile il 13 novembre 2020 sul canale YouTube dell'artista.

## Tracce
Testi di Anna Cacopardo, Davide Simonetta, Jacopo Matteo Luca D'Amico e Paolo Antonacci, musiche di Davide Simonetta.
1. Tevere – 3:17